# Hochstein (Bissingen)
Hochstein ist ein Gemeindeteil von Bissingen im schwäbischen Landkreis Dillingen an der Donau in Bayern. Der Ort wurde am 1. Juli 1971 in den Markt Bissingen eingegliedert. Das Kirchdorf liegt eineinhalb Kilometer westlich von Bissingen am Talhang des Wildbaches, einem rechten Zufluss der Kessel. Die höchste Höhe beträgt 483 m.

## Geschichte

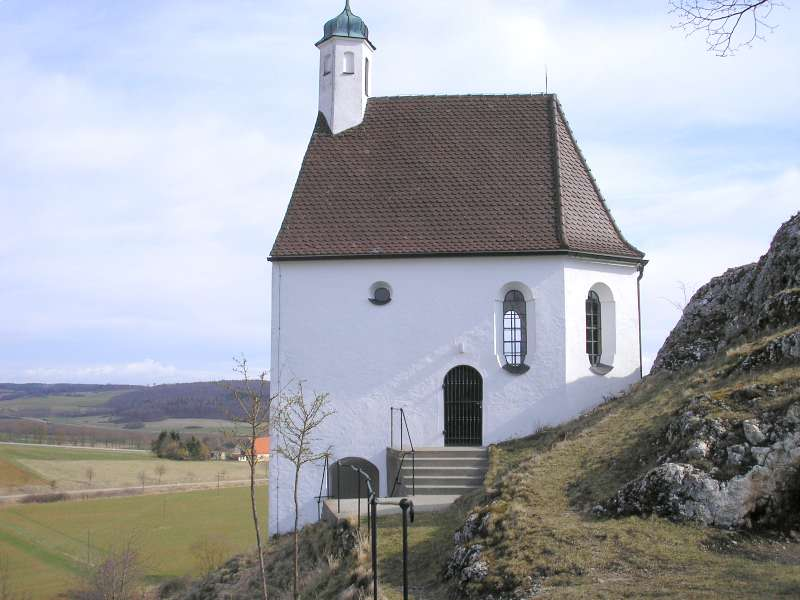
Kapelle St. Margareth auf dem Burgplateau

Der Ort wird erstmals um 1130 als „Hohenstein“ genannt. Der Name bezeichnet eine Burg auf einem hohen Stein. Die Herren von Hohenstein waren vermutlich Ministeriale der Herren von Fronhofen-Hohenburg. Um 1267 saß dort ein Zweig der Herren von Hohenburg selbst, die sich nun nach Hochstein benannten. Im Laufe der Zeit siedelten am Burgberg Bauern und so entstand der Ort. Burg und Dorf gehörten seit dem Spätmittelalter zur Herrschaft Hohenburg-Bissingen. Das vor 1560 erbaute Schloss, an der Stelle der ehemaligen Burg, wurde während des Dreißigjährigen Krieges zerstört.

## Religion
Hochstein gehörte immer zur Pfarrei Bissingen. Die heutige Kapelle St. Margareth an der Stelle der ehemaligen Burg wurde Ende des 17. Jahrhunderts errichtet. Das Patrozinium St. Margareth wurde vermutlich von der Burgkapelle übertragen.

## Bevölkerungsentwicklung
- 1840: 212 Einwohner
- 1939: 150 Einwohner
- 1950: 225 Einwohner
- 1961: 175 Einwohner[3]
- 1970: 167 Einwohner[3]
- 1980: 184 Einwohner
- 2000: 174 Einwohner
- 2022: 200 Einwohner

## Baudenkmäler
Siehe: Liste der Baudenkmäler in Hochstein